# 瀬戸内産交

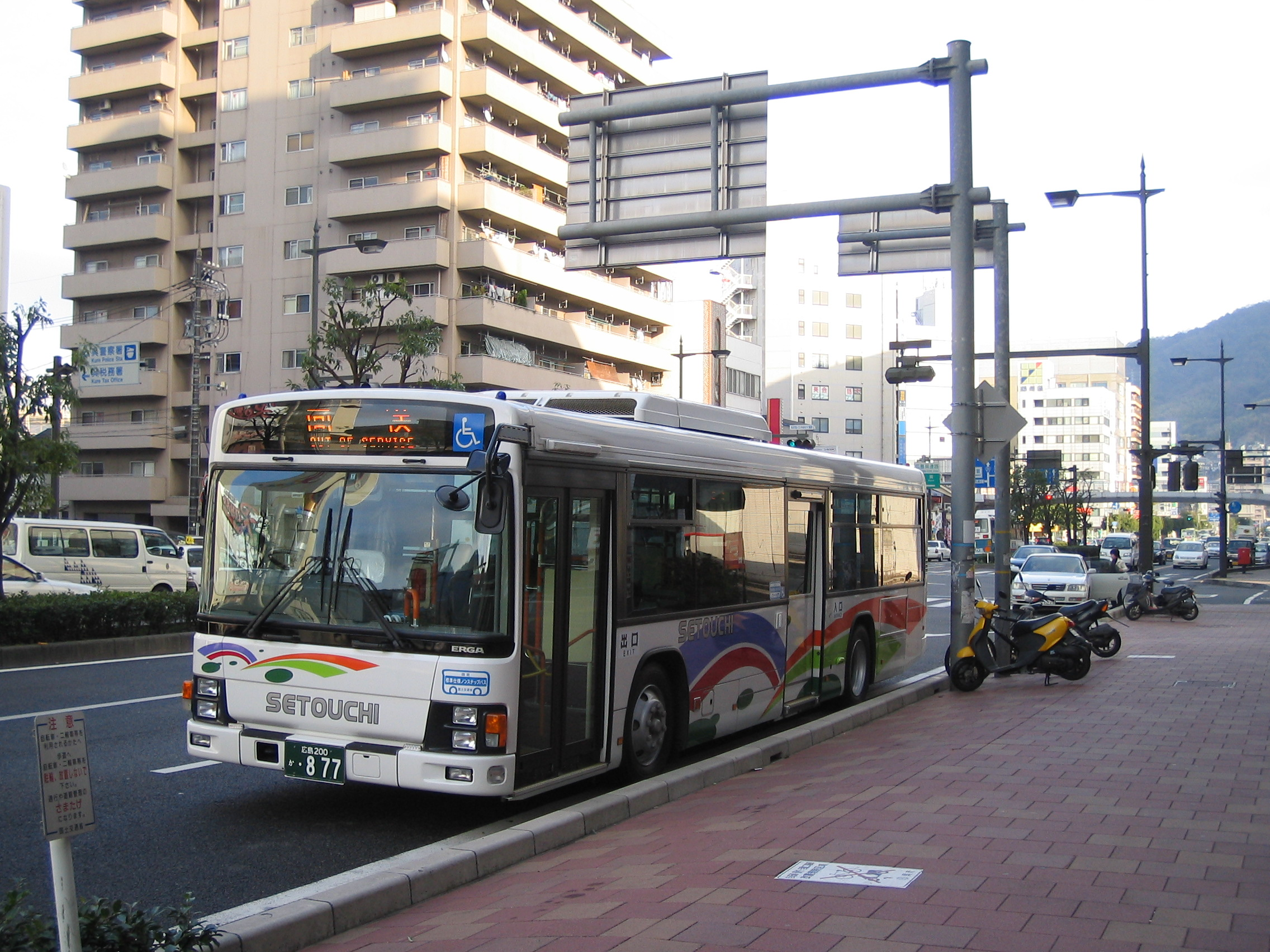
瀬戸内産交の一般路線車（いすゞ・エルガ）

瀬戸内産交株式会社（せとうちさんこう）は、広島県呉市に本社を置く、防予汽船グループのバス事業者である。広島県の大崎下島、豊島、上蒲刈島、下蒲刈島と呉市広地区の中国労災病院を結ぶ一般路線バスを運行するほか、呉市のコミュニティバス「呉市生活バス」も運行受託する。
なお、熊本県熊本市に本社を置く九州産交バスおよび、九州産交グループとは一切関係ない。

## 概要
2000年に防予汽船（現・防予フェリー）によって設立され、安芸灘大橋の開通とともにバス路線の運行を開始した。
本社は、かつては広島県呉市蒲刈町田戸2133番地1にあったが、蒲刈支所の近くである広島県呉市蒲刈町田戸2494-12へ移転された。
2008年11月18日の豊島大橋開通に伴い、翌11月19日に大幅な路線再編を行った。
瀬戸内産交の公式ウェブサイトは制作されていないが、2008年11月19日時点では、防予汽船の公式ウェブサイト内に、瀬戸内産交のバス路線図・時刻表・電話番号が記載されていた。現在は、呉市の公式ウェブサイトに路線図・時刻表・電話番号が記載されている。
2019年10月1日の消費税増税に伴い運賃を改定、合わせてダイヤ改正を実施し、小仁方→中国労災病院間の乗降車が可能となり、停車駅も増えた。また同日より「呉市生活バス」広川尻線の受託運行に参入した。

## 現行路線
- 大浜桟橋、田戸、向桟橋、三之瀬、見戸代のバス停では、折り返し運転となる。田戸・向桟橋・見戸代は、かつてのフェリー乗り場である。
- 過去には、豊浜支所 - 山崎でも大規模な折り返し運転が行われていた。金崎（現：魚組前）- 豊浜支所間は、直線距離ではさほど離れていないが、間の広島県道354号豊島線が非常に狭隘なため、高台を通る大崎下島広域農道を経由して大回り運行していた。2018年に該当区間が拡幅されたため迂回は解消された。

### 中国労災病院発着系統
- 中国労災病院 - 広交叉点 - 広駅前 - 東のりば - 仁方駅前 - 小仁方 - 見戸代 - 三之瀬 - 向小市の浜 - 田戸
- 中国労災病院 - 広交叉点 - 広駅前 - 東のりば - 仁方駅前 - 小仁方 - 見戸代 - 三之瀬 - 向小市の浜 - 向桟橋 - 田戸 - 大浦 - 営農センター
- 中国労災病院 - 広交叉点 - 広駅前 - 東のりば - 仁方駅前 - 小仁方 - 見戸代 - 三之瀬 - 向小市の浜 - 田戸 - 大浦 - 営農センター
- 中国労災病院 - 広交叉点 - 広駅前 - 東のりば - 仁方駅前 - 小仁方 - 見戸代 - 三之瀬 - 向小市の浜 - 田戸 - 大浦 - 山崎 - 豊浜支所 - 魚組前 - 大浜桟橋 - 立花港 - 久比港 - 初崎 - 大長港 - 御手洗港 - 沖友天満宮前

2008年11月19日、「向口」停留所を「向小市の浜」へ改称。
2018年に広島県道354号豊島線の拡幅工事完成に伴い、「金崎」停留所を「魚組前」へ移転。
東行きは中国労災病院→小仁方区間での下車が不可、西行きは小仁方→中国労災病院区間での乗車が不可だったが、2019年10月1日改正によりともに乗降可能となった。それに伴い、従来は通過していたバス停にも停車するようになった。

### 呉市生活バス
2019年10月1日より、広電バスから呉市生活バス広川尻線が路線移管され、呉市生活バスの受託運行に参入した。これに伴い広電バスから呉市生活バス用の車両も移籍した。

#### 呉市生活バス広川尻線[2]
- 中国労災病院 - 広市民センター - 新広駅 - 広市民センター - 広交叉点 - 広駅前 - 東のりば - 仁方駅前 - 小仁方 - 川尻駅 - 小用入口

##### 直通乗継割引制度
呉市生活バス広川尻線については、PASPYで呉市街方面の広電バスに乗り換えることで、直通乗継割引運賃が適用される。対象となるのは、新広駅または広市民センターで呉市生活バス広川尻線（小用入口 - 広市民センター - 新広駅）と広電バス（広市民センター - 呉駅前）を1時間以内に乗り継いだ場合。PASPY以外の交通系ICカード、通常乗車券や現金の場合は対象外となる。

## 廃止路線
2008年11月18日の運行をもって、呉駅前・そごう発着系統、広島バスセンター発着系統が廃止され、さんようバスの「広島・蒲刈・豊島線」へ承継された。「広島・蒲刈・豊島線」は営農センター - 大浦 - 田戸 - 田戸東谷、および三之瀬・塩浜新開に停車しないため、これらの停留所と広支所 - 呉駅前・そごう間の停留所を直接結ぶ路線はなくなった。また、県民の浜まで運行する便もなくなった。

### 呉駅前・そごう発着系統
- 呉駅前そごう- 中畑 - 阿賀海岸通 - 広駅前 - 仁方駅前 - 小仁方 - 見戸代 - 三之瀬 - 向口 - 田戸 - 大浦港 - 営農センター - 県民の浜
- 呉駅前そごう - 中畑 - 阿賀海岸通 - 広駅前 - 仁方駅前 - 小仁方 - 見戸代 - 三之瀬 - 向口 - 田戸 - 大浦港

休山新道を経由しない。東行きは呉駅前・そごう→小仁方区間での下車が、西行きは小仁方→呉駅前・そごう区間での乗車が不可だった。

### 広島バスセンター発着系統
- 広島バスセンター - 広島駅 - 大学病院入口 - 呉駅前 - 阿賀海岸通 - 広駅前 - 小仁方 - 見戸代 - 三之瀬 - 向口 - 田戸 - 大浦港

呉市交通局と共同運行していた急行便。2007年4月1日、広今あきなだ高速より路線移管を受け運行開始したが、瀬戸内産交としてはわずか1年半で撤退した。
広島呉道路、休山新道を経由する。なお、さんようバスが路線継承した「広島・蒲刈・豊島線」は休山新道を経由しない。

### その他の系統
- 金崎 → 立花港 → 久比港 → 初崎 → 大長港 → 御手洗港 → 沖友天満宮前

早朝に片道1便のみ。大浜桟橋は経由しなかった。

## 車両
いすゞ自動車製、三菱ふそう製、日野自動車製を保有している。
主力車種は、いすゞ・エルガ、三菱ふそう・エアロスター、日野・ブルーリボンHU。
2018年に神奈川中央交通から移籍車を導入した。

## 備考
- バス車内の液晶ディスプレイには、防予汽船グループが運営する沿線外の山口県柳井市内の宿泊施設の広告が表示される。
- 安芸灘大橋有料道路の料金所業務の一部を、瀬戸内産交が広島県道路公社から受託している。